# Нюйоркски парад на победата
Нюйоркският парад на победата е военен парад на Въоръжените сили на Съединените американски щати по случай победата на Антифашистката коалиция над силите от Тристранния пакт във Втората световна война. Проведен е в Ню Йорк на 12 януари 1946 г.
В него участва 82-ра въздушнодесантна дивизия като представително съединение от армията на САЩ. Нейният личен състав е от 13 000 воина. Дивизията се води от нейния командир генерал-майор Джеймс Гавин. Следва колона от артилерийски оръдия, танкове „Шърмън“ и самоходни артилерийски гаубици. Военновъздушните сили са представени от самолети „С-47“.
Парадът преминава по „Вашингтон скуер“ и Пето авеню. Общата дължина на маршрута е 4 мили. Присъстват огромно количество граждани и гости на Ню Йорк. Сред официалните лица са губернаторът на Ню Йорк Томас Дюи, кметът Уилям Дуайър, екскметът Фиорело Ла Гуардия и висши офицери от армията на САЩ.